# Norra Jämtlands domsagas valkrets
Norra Jämtlands domsagas valkrets var i valet till andra kammaren 1866 en egen valkrets med ett mandat. Valkretsen, som motsvarade den norra halvan av landsbygden i Jämtlands län, delades vid valet 1869 i Hammerdals, Lits och Offerdals tingslags valkrets samt Ragunda, Revsunds, Brunflo och Rödöns tingslags valkrets. 
Valkretsen ska inte förväxlas med Jämtlands norra domsagas valkrets, som var en enmansvalkrets i andrakammarvalen 1881–1908, eller med Jämtlands läns norra valkrets, som var en flermansvalkrets i andrakammarvalen 1911–1920.

## Riksdagsman
- Nils Larson, min 1867–1868, lmp 1869 (1867–1869)